# Castlerea Railway Museum

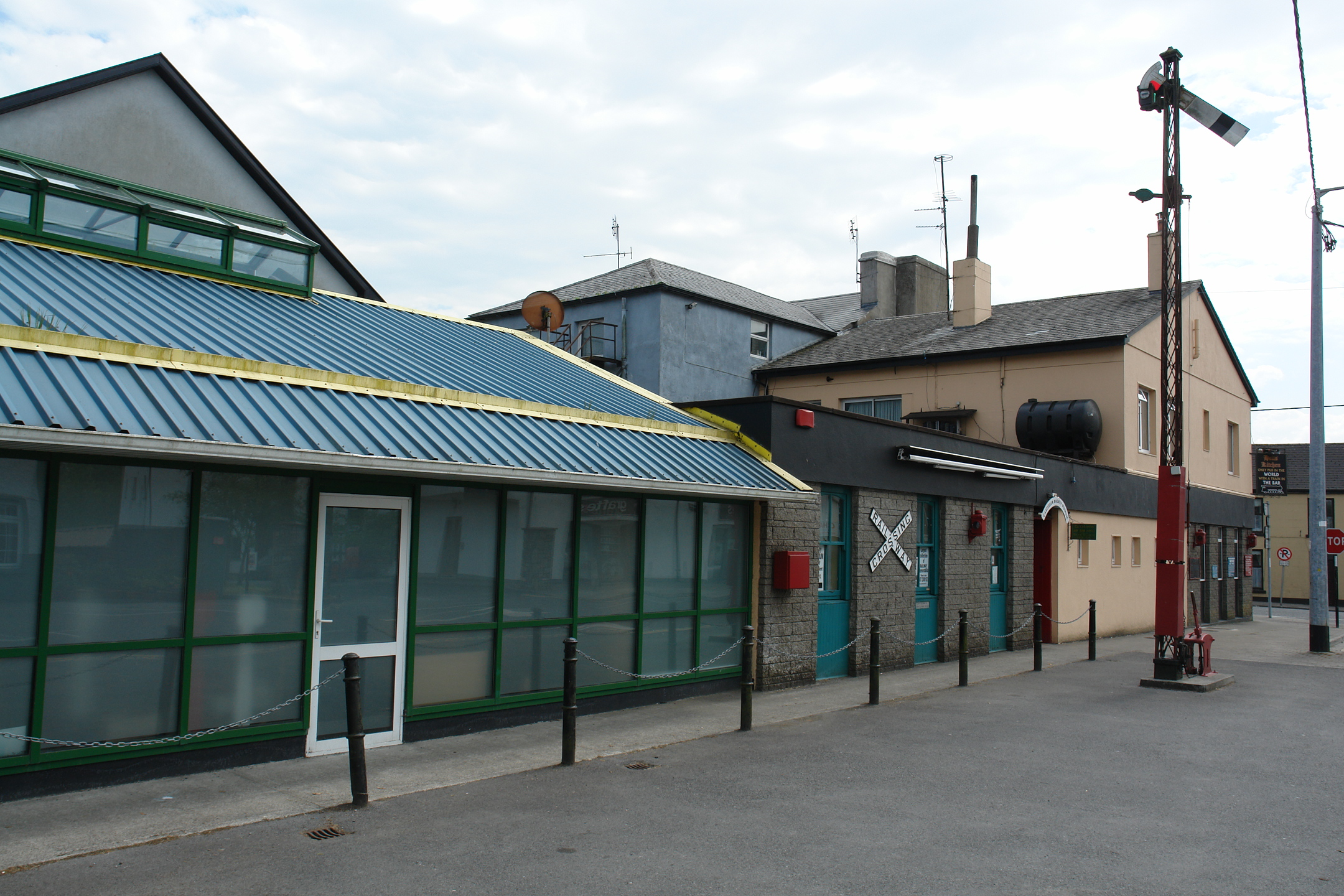
Castlerea Railway Museum

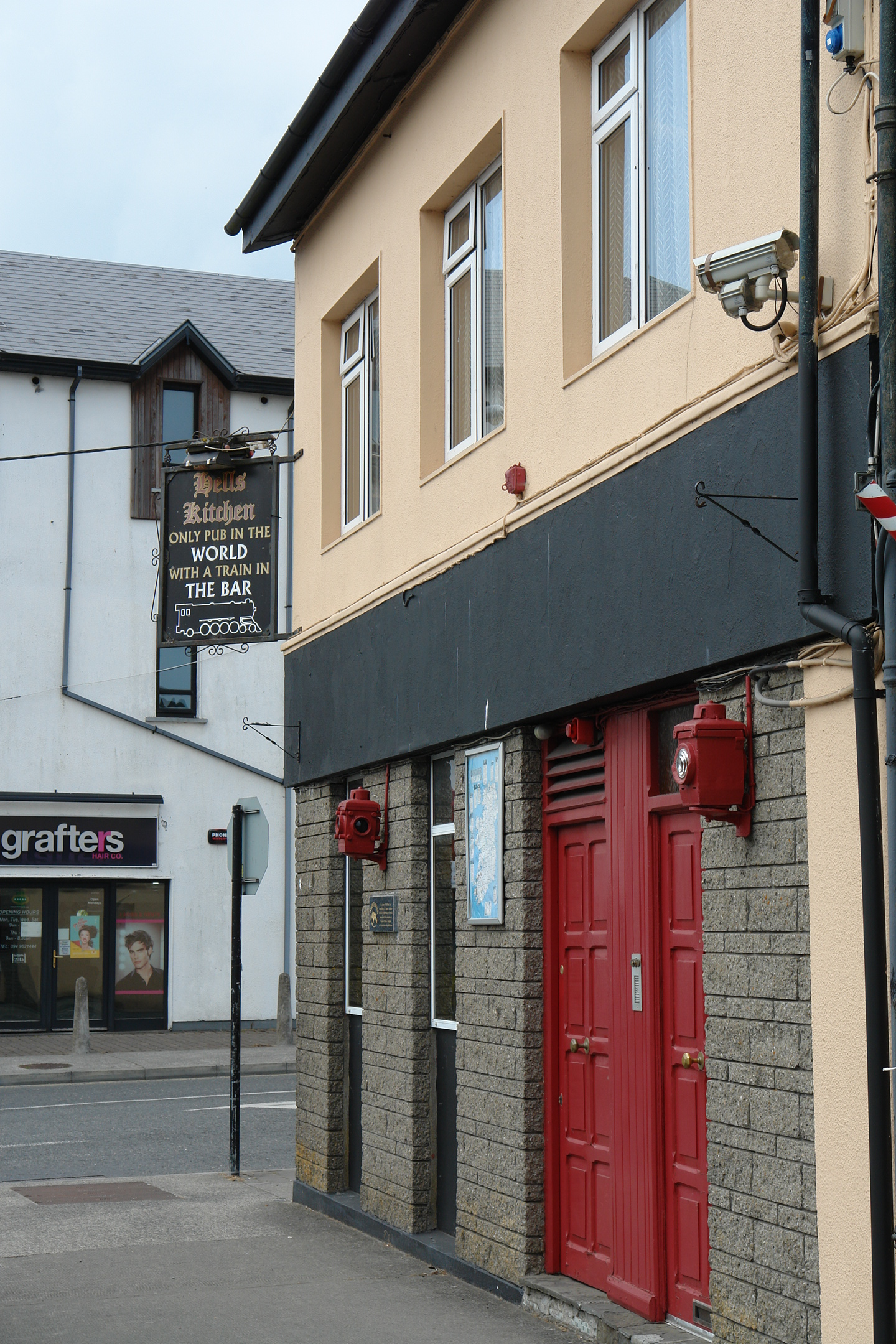
Hells Kitchen, angeblich der einzige Pub in der Welt mit einem Zug in der Bar

Castlerea Railway Museum (früher Hells Kitchen Bar and Railway Museum) ist ein privates Eisenbahnmuseum in der Main Street von Castlerea im County Roscommon in Irland.

## Geschichte
Das kleine Privatmuseum zeigt die Sammlung des Eisenbahnenthusiasten Sean Browne, der in den 1950er Jahren begann, Eisenbahnmemorabilia zusammenzutragen: von Signalen, Lampen, Glocken und Tokens über Warnschilder, Poster und Fahrpläne bis hin zu Stationstafeln. Den Höhepunkt der Sammlung bildet eine 1994 ausrangierte A55 Diesellok (Baujahr 1955) sowie ein Eisenbahnwagen. Als die irische Eisenbahn von Diesel- auf Elektroantrieb umgestellt wurde, nutzte er die Gelegenheit zur Beschaffung. Der Transport des 15,50 m langen, 4,25 m hohen und 61 t schweren Fahrzeugs in die Bar des Museums machte größere Umbaumaßnahmen des Gebäudes erforderlich. Die große Lok in der kleinen Bar entwickelte sich zu einer lokalen Kuriosität.
Die Lokomotive kostete bei der Erstbeschaffung 100.000 £, was heute etwa 2,5 Mio. € entspräche, aber Sean Browne bekam sie als einziger Interessierter für den Schrottwert von 1.600 £ von der irischen Bahngesellschaft Córas Iompair Éireann (CIÉ). Die Lokomotive trat am 7. Juli 1998 ihre letzte Reise von Dublin nach Castlerea an.
Eines der historisch wertvollsten Ausstellungsstücke ist der Token bzw. Stafetten-Stab der Strecke von Ballaghaderreen to Kilfree Junction, der auf der letzten noch fahrplanmäßig mit Dampflokomotiven befahrenen Strecke benutzt wurde, bis diese 1963 geschlossen wurde.

## Trivia
Ein am 10. Januar 1992 in diesem Pub geführtes Fernsehinterview der Abgeordneten des Unterhauses Seán Doherty führte zum Rücktritt des Premierministers Charles J. Haughey.